# RTI Music TV
RTI Music TV est une  chaîne de télévision musicale du groupe RTI seulement disponible le matin sur le canal 1 et en début d'après midi sur le canal 2 en Côte d'Ivoire.

## Département
- chef de département : Barthélemy Inabo
- Chef de service production et antenne : Camara Norgil
- Chef service commercial et événement : Blaise Pontfill
- Chef service sonorisation et son : ATEA
- Cellule Radio : Martin fallet Lagoh
- ORTI : Domba

## Animateurs
- Nahomi Amoussou
- FRETTY ALINE
- Eva Amani
- Guy Serge Kadio
- Christelle Kassi

## Variante de logo
RTI Music TV utilise trois logos dont :

Deuxième logo
Troisième logo